# Michaił Tupicyn
Michaił Nikołajewicz Tupicyn (ros. Михаил Николаевич Тупицын, ur. 24 października?/6 listopada 1906 we wsi Surowka w guberni symbirskiej, zm. 18 czerwca 1993 w Moskwie) – radziecki polityk i funkcjonariusz organów bezpieczeństwa, I sekretarz Komitetu Obwodowego Komunistycznej Partii (bolszewików) Białorusi w Brześciu (1940-1946), I sekretarz Komitetu Obwodowego WKP(b) w Nowogrodzie Wielkim (1948-1951).

## Życiorys
W latach 1925–1929 uczył się w technikum pedagogicznym w Uljanowsku, od września 1929 do października 1930 służył w Armii Czerwonej, od 1930 w WKP(b). 1930-1932 nauczyciel i dyrektor technikum w Andiżanie, 1932-1933 zastępca dyrektora moskiewskiego technikum, 1933-1936 sekretarz komitetu WKP(b) w fabryce farmaceutyczno-chemicznej "8 Marta" i kierownik biura komitetu WKP(b) w fabryce "Pariżskaja kommuna" w Moskwie, 1936-1937 instruktor i kierownik wydziału rejonowego komitetu WKP(b) w Moskwie, od października 1937 do sierpnia 1938 kierownik Sektora Specjalnego KC KP(b)B, od sierpnia 1938 do marca 1939 I sekretarz Stalińskiego Rejonowego Komitetu KP(b)B w Mińsku. Następnie wstąpił do NKWD, od kwietnia 1939 do lutego 1940 szef Zarządu NKWD obwodu poleskiego, 7 czerwca 1939  mianowany kapitanem bezpieczeństwa państwowego, od lutego do października 1940 II sekretarz Komitetu Obwodowego KP(b)B w Białymstoku, od października 1940 do października 1946 I sekretarz Komitetu Obwodowego KP(b)B w Brześciu, od lipca do października 1941 szef wydziału pracy wśród wojsk działających na tyłach przeciwnika Sztabu Frontu Zachodniego i Centralnego. Od października 1940 do października 1943 II sekretarz Komitetu Obwodowego WKP(b) w Kirowie. 1946-1948 słuchacz Wyższej Szkoły Partyjnej przy KC WKP(b), od sierpnia do listopada 1948 II sekretarz, a od 24 listopada 1948 do grudnia 1951 I sekretarz Komitetu Obwodowego WKP(b) w Nowogrodzie Wielkim. Później zastępca kierownika Sektora Wydziału Organów Partyjnych, Związkowych i Komsomolskich KC WKP(b)/KPZR, od lutego 1954 do stycznia 1963 zastępca kierownika Wydziału Ogólnego KC KPZR, od stycznia 1963 do kwietnia 1969 w Radzie Ministrów Rosyjskiej FSRR, następnie na emeryturze. Odznaczony dwoma Orderami Czerwonego Sztandaru Pracy, Orderem Wojny Ojczyźnianej II klasy i trzema medalami.
Został pochowany na Cmentarzu Kuncewskim w Moskwie.